# Episodi di Superman (serie animata 1996) (terza stagione)
La terza stagione di Superman è andata in onda negli Stati Uniti dal 19 settembre 1998 al 12 febbraio 2000 su Kids' WB ed è composta da 13 episodi. In Italia è stata trasmessa su Italia 1, con diversi anni di ritardo e voci italiane per la maggior parte diverse rispetto alle prime due stagioni, a partire dal 26 agosto 2009. Gli episodi sono andati in onda dal lunedì al venerdì alle 17:25, e la messa in onda si è conclusa l'11 settembre 2009.
Gli episodi Batman in pericolo e La fontana di lunga vita costituiscono degli intrecci narrativi con la serie animata Batman - Cavaliere della notte.
| Nº st. | Nº tot. | Titolo                             | Titolo originale    | Prima TV Stati Uniti | Prima TV Italia   |
| ------ | ------- | ---------------------------------- | ------------------- | -------------------- | ----------------- |
| 1      | 42      | Fuoco e fiamme                     | Where There's Smoke | 19 settembre 1998    | 26 agosto 2009    |
| 2      | 43      | Batman in pericolo                 | Knight Time         | 10 ottobre 1998      | 27 agosto 2009    |
| 3      | 44      | I legionari                        | New Kids in Town    | 31 ottobre 1998      | 28 agosto 2009    |
| 4      | 45      | Ossessione                         | Obsession           | 14 novembre 1998     | 31 agosto 2009    |
| 5      | 46      | L'amico bizzarro                   | Little Big Head Man | 21 novembre 1998     | 1º settembre 2009 |
| 6      | 47      | La città del male                  | Absolute Power      | 16 gennaio 1999      | 2 settembre 2009  |
| 7      | 48      | I guardiani dell'universo          | In Brightest Day... | 6 febbraio 1999      | 3 settembre 2009  |
| 8      | 49      | La trappola di Cyborg              | Superman's Pal      | 20 febbraio 1999     | 4 settembre 2009  |
| 9      | 50      | Ultimatum dagli abissi             | A Fish Story        | 8 maggio 1999        | 7 settembre 2009  |
| 10     | 51      | L'unico                            | Unity               | 15 maggio 1999       | 8 settembre 2009  |
| 11     | 52      | La fontana di lunga vita           | The Demon Reborn    | 18 settembre 1999    | 9 settembre 2009  |
| 12     | 53      | Attacco alla Terra - Prima parte   | Legacy              | 5 febbraio 2000      | 10 settembre 2009 |
| 13     | 54      | Attacco alla Terra - Seconda parte | Legacy - Part II    | 12 febbraio 2000     | 11 settembre 2009 |

## Fuoco e fiamme
- Titolo originale: Where There's Smoke
- Prima TV Stati Uniti: 19 settembre 1998
- Prima TV Italia:  26 agosto 2009

Vulcana, una donna dotata di poteri pirocinetici, compie diversi furti. Indagando, Clark scopre che il suo vero nome è Claire Selton ed è un'ex allieva di una scuola per ragazzi con poteri paranormali. Dopo essere rimasta lì è stata presa dal governo, e in seguito è fuggita. Superman, comprendendo che Vulcana è, in fin dei conti, una vittima, va da lei tentando di farla costituire, ma un uomo, che in passato lavorava per il governo, la rapisce con l'intento di venderla a dei ricercatori scientifici. Tuttavia Superman riesce a liberarla e a farla fuggire.

## Batman in pericolo
- Titolo originale: Knight Time
- Prima TV Stati Uniti: 10 ottobre 1998
- Prima TV Italia:  27 agosto 2009

Superman scopre che da un po' di tempo Batman è sparito dalla circolazione, così decide di andare a Gotham City dove scopre da Robin (l'aiutante di Batman), che Bruce Wayne ha lasciato la sua azienda e se n'è andato senza dare spiegazioni a nessuno. Sfruttando la sua abilità di imitare alla perfezione le voci altrui, Superman finge di essere Batman, indossando il suo costume e, indagando, scopre che Wayne è stato "infettato" da alcuni mini-robot, i nanites, che gli hanno fatto il lavaggio del cervello. Il colpevole di tutto ciò è Brainiac, che ha voluto usare Wayne sapendo che le sue aziende gli avrebbero permesso di entrare in possesso di un razzo. Superman si scontra quindi con Brainiac e, dopo aver distrutto il suo corpo, i nanites cominciano ad autodistruggersi, facendo riprendere a Wayne la sua coscienza.
Note: questo episodio fa da intreccio narrativo con la serie Batman - Cavaliere della notte.

## I legionari
- Titolo originale: New Kids in Town
- Prima TV Stati Uniti: 31 ottobre 1998
- Prima TV Italia:  28 agosto 2009

Nell'anno 2979 Brainiac torna indietro nel tempo quando Clark era un ragazzo, in modo da eliminarlo allora. Il suddetto viene però seguito da Chameleon Boy, Cosmic Boy e Saturn Girl, membri della Legione dei Super-Eroi, intenti a fermarlo. Brainiac attacca così Clark, causando parecchi danni a Smallville. I tre supereroi, aiutati dallo stesso Clark, riescono a sconfiggerlo, e successivamente Saturn Girl modifica la memoria dei presenti, facendo credere loro che i danni siano stati causati da un uragano.

## Ossessione
- Titolo originale: Obsession
- Prima TV Stati Uniti: 14 novembre 1998
- Prima TV Italia:  31 agosto 2009

La modella Darci Mason, che lavora per Lana, viene presa di mira dal Giocattolaio, che lo attacca più volte. Lana scopre poi con sorpresa che in realtà Darci è un robot creato dallo stesso Giocattolaio per avere una compagna, ma lei, ritenendosi sua prigioniera, è fuggita, e lui sta cercando di riprenderla. Quando riesce a rapirla, Superman parte in suo soccorso, finendo in trappola. Mentre il Giocattolaio sta portando via Darci in elicottero, la suddetta riesce a rompere il mezzo, che finisce in mare. Sia il Giocattolaio che Darci sembrano spariti nel nulla, ma quest'ultima è in realtà ancora viva.

## L'amico bizzarro
- Titolo originale: Little Big Head Man
- Prima TV Stati Uniti: 21 novembre 1998
- Prima TV Italia:  1º settembre 2009

Bizzarro vive felicemente nel mondo dove lo ha portato Superman, ma Mxyzptlk va da lui e lo convince che il supereroe lo abbia mandato via dalla Terra per liberarsene. Infuriato, Bizzarro torna sulla Terra e attacca Superman, che però riesce a spiegargli come stanno in realtà le cose. Intanto Mxyzptlk si ritrova al cospetto dei sovrani della Quinta Dimensione che, per punirlo per aver disturbato i terrestri, lo condanna a vivere nella loro dimensione per alcuni mesi senza superpoteri, liberandolo solo se compirà una buona azione nei confronti di una delle sue vittime. Mxyzptlk si ritrova così a dover scontare la sua pena nel mondo di Bizzarro.

## La città del male
- Titolo originale: Absolute Power
- Prima TV Stati Uniti: 16 gennaio 1999
- Prima TV Italia:  2 settembre 2009

Superman, durante un viaggio nello spazio, scopre un pianeta governato da Mala e Jax-Ur, che sono riusciti a fuggire dalla Zona Fantasma per poi arrivare sul pianeta, conquistandolo. All'apparenza i due sembrano governare pacificamente il pianeta, ma Superman si rende presto conto che, segretamente, stanno costruendo delle armi da guerra per attaccare la Terra. Superman decide quindi di scontrarsi con loro due, che finiscono all'interno di un buco nero. Il pianeta è perciò salvo.

## I guardiani dell'universo
- Titolo originale: In Brightest Day...
- Prima TV Stati Uniti: 6 febbraio 1999
- Prima TV Italia: 3 settembre 2009

Un membro del gruppo di guerrieri galattici delle Lanterne Verdi muore dopo essere atterrato sulla Terra, e come suo successore viene scelto Kyle Rayner, un illustratore amico di Jimmy. Ora Kyle può trasformarsi nel supereroe Lanterna Verde e, con l'aiuto di Superman, riesce a sconfiggere il perfido Sinestro, ex membro delle Lanterne Verdi che, dopo aver tradito il gruppo, vuole impossessarsi dei poteri di Kyle.

## La trappola di Cyborg
- Titolo originale: Superman's Pal
- Prima TV Stati Uniti: 20 febbraio 1999
- Prima TV Italia: 4 settembre 2009

Jimmy Olsen capita accidentalmente nel mezzo di un'impresa eroica di Superman, finisce al notiziario e l'intera città inizia a riconoscerlo erroneamente come grande amico dell'eroe. Jimmy all'inizio prende bene l'improvvisa popolarità, ma le attenzioni da parte di tutta Metropolis si fanno però ben presto pesanti ed indesiderate. Dopo numerose disavventure, Jimmy viene rapito dal supercriminale Metallo, che intende usare la sua presunta vicinanza con Superman per attirare quest'ultimo a sé e sconfiggerlo.

## Ultimatum dagli abissi
- Titolo originale: A Fish Story

- Prima TV Stati Uniti: 8 maggio 1999

- Prima TV Italia: 7 settembre 2009

Lois indaga sull'anomalo e improvviso comportamento aggressivo della fauna marina; scopre che Lex Luthor sta conducendo dei test bellici segreti sul fondale marino, ma viene rapita dai suoi uomini. Luthor ha catturato anche il re di Atlantide, Aquaman, il quale avverte che, se i test non si interromperanno, scoppierà una guerra tra il popolo sottomarino e quello terrestre. Superman interviene e, unendo le forze con Aquaman, riesce a sconfiggere Luthor, abbattendo la sua nave. Prima di inabissarsi, Aquaman lascia un monito: se il suo regno verrà minacciato nuovamente, la guerra sarà inevitabile.

## L'unico
- Titolo originale: Unity
- Prima TV Stati Uniti: 15 maggio 1999

- Prima TV Italia: 8 Settembre 2009

Dopo una settimana di vacanza trascorsa a Metropolis, Kara torna a Smallville solo per scoprire che tutti gli abitanti della cittadina sono stati infettati da un parassita alieno che si fa chiamare "l'unico". L'alieno intende sottomettere l'intero pianeta ed annettere l'umanità alla sua mente alveare, tocca a Superman e Supergirl fermarlo.

## La fontana di lunga vita
- Titolo originale: The Demon Reborn
- Prima TV Stati Uniti: 18 settembre 1999
- Prima TV Italia: 9 settembre 2009

Superman e Batman si ritrovano nuovamente a collaborare dopo che Talia al Ghul ruba uno strano bastone tribale destinato al museo di Metropolis. Talia successivamente usa il manufatto per catturare Superman, che si ritrova al cospetto di un decrepito R'as al Ghul, ridotto in sedia a rotelle. R'as rivela che il pozzo di Lazzaro, che lo ha tenuto in vita per secoli, sta perdendo i suoi effetti e che ora intende rubare la forza di Superman, usando i poteri magici del bastone. Batman scova il rifugio di R'as ma è troppo tardi, egli ha già risucchiato i poteri dell'uomo d'acciaio, ringiovanendo e diventando più potente che mai. Lo scontro termina con la distruzione del bastone e il crollo del covo di R'as, ma sia di quest'ultimo sia di Talia si perdono le tracce.
Note: questo episodio fa da intreccio narrativo con la serie Batman - Cavaliere della notte.

## Attacco alla Terra - Prima parte
- Titolo originale: Legacy
- Prima TV Stati Uniti: 5 febbraio 2000
- Prima TV Italia: 10 settembre 2009

Darkseid fa il lavaggio del cervello a Superman, impiantandogli falsi ricordi nei quali al posto di arrivare sulla terra da Krypton, arriva su Apokolips. Tormentato dall'affiorare dei suoi reali ricordi della sua vita sulla terra, viene mandato proprio lì da Derkseid per conquistarla. Arrivato sul pianeta, Superman attacca una base NATO e viene fronteggiato, prima da Supergirl, poi da Lex Luthor e dall'esercito. Supergirl fa infine tornare Superman in sé, ma i due vengono apparentemente uccisi da un missile di Kryptonite.

## Attacco alla Terra - Seconda parte
- Titolo originale: Legacy - Part II
- Prima TV Stati Uniti: 12 febbraio 2000
- Prima TV Italia: 11 settembre 2009

Superman è sopravvissuto ed ha riottenuto tutti i suoi ricordi, tuttavia è tenuto prigioniero dall'esercito degli Stati Uniti, che lo considera un traditore ed intende giustiziare sia lui sia Kara. Fuggito grazie all'aiuto di Lois, Superman porta una gravemente ferita  Supergirl dal suo amico, il professor Hamilton; dalla paura di lui, però, Superman capisce che l'umanità ha perso fiducia in lui dopo il suo attacco alla terra. Furioso, Superman usa un teletrasporto per arrivare su Apokolips, sconfiggendo Darkseid in un violento combattimento. Tornato sulla terra, l'opinione pubblica è spaccata in due, tra chi non si fida più di Superman e chi continua a considerarlo un eroe. Superman è sconsolato ed in preda ai dubbi, ma viene rincuorato da Lois. 